# Seidokaikan
Seidokaikan (正道会館) és un estil de Full contact karate, fundat per Kazuyoshi Ishii el 1980.

## Història
L'estil es va fondar el 1980 per Kazuyoshi Ishii, qui era un practicant del karate kyokushin qui va començar el seu aprenentatge el 1969 sota el sensei Hideyuki Ashihara.
Seidokaikan organitzà diversos esdeveniments de desafiament amb èxit contra altres organitzacions d'arts marcials, basat lliurement en les regles del karate Kyokushin i tot el full contact del karate en general. El 1993, Ishii fundà l'organització K-1 com una organització de kickboxing, amb molts estudiants de seidokaikan. Seidokaikan és reconeguda mundialment i també té dojos internacionals en molts països, incloent Austràlia.